# Gyümölcsöskert hadművelet

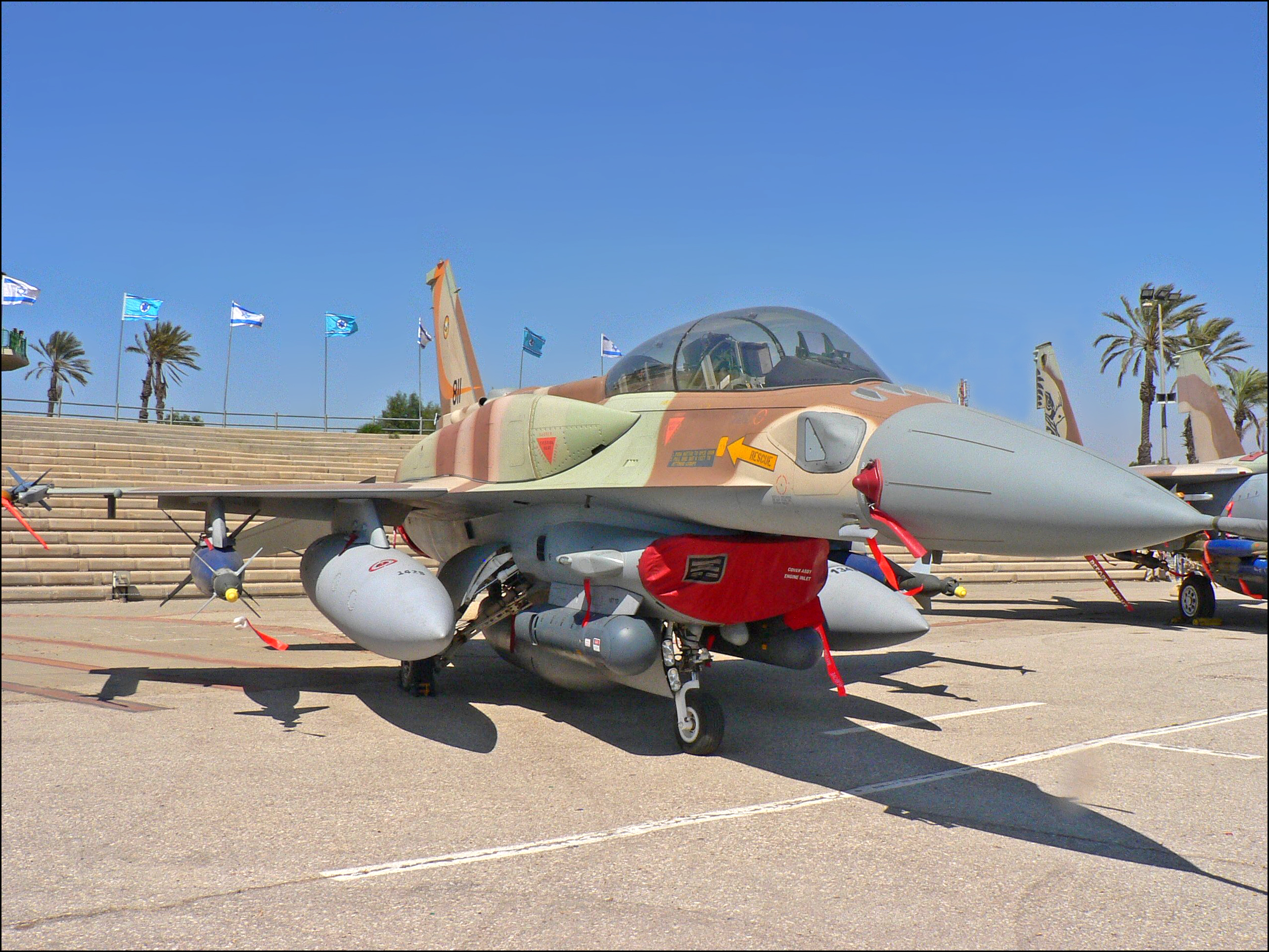
Izraeli F–16I Soufa

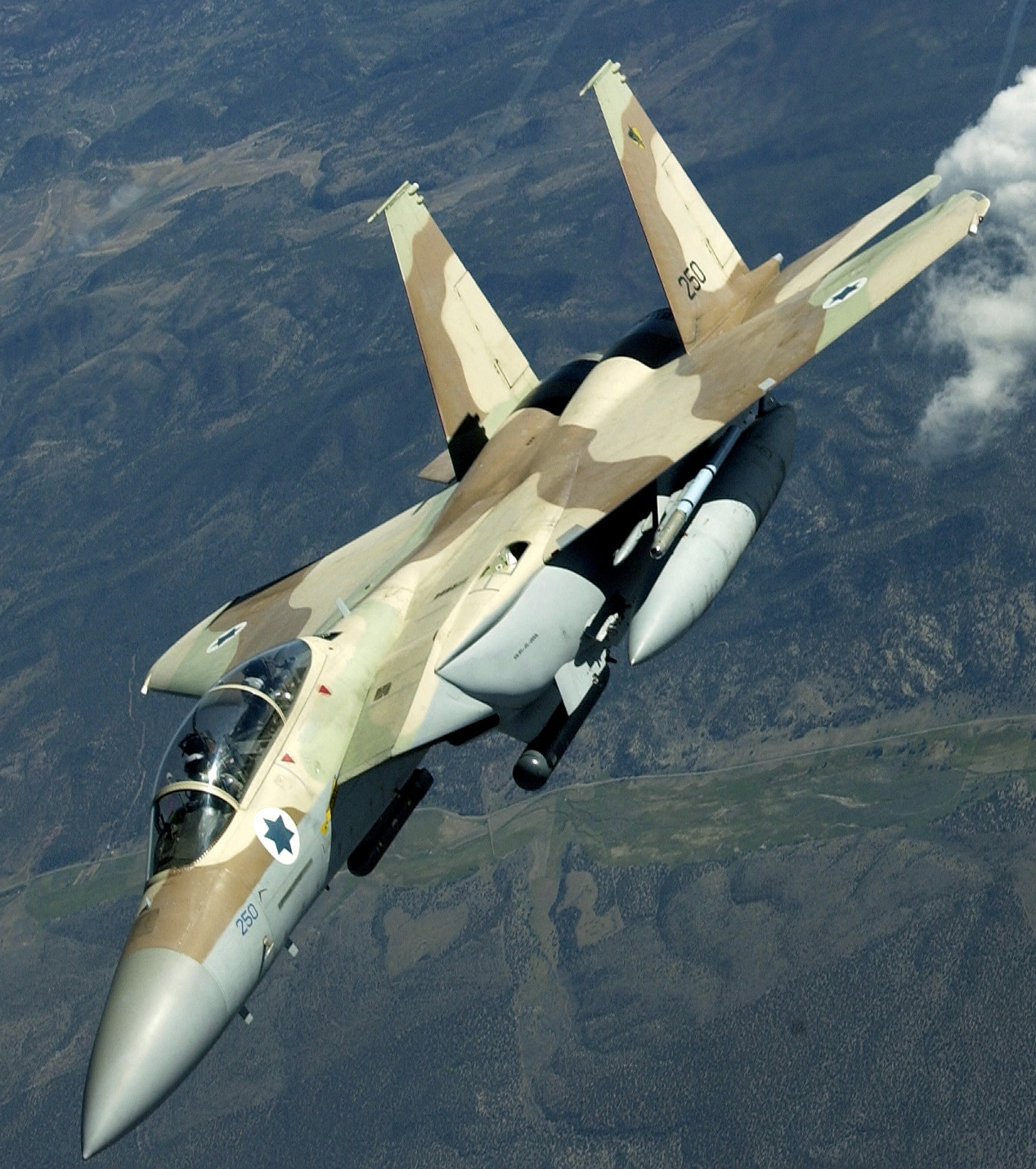
Izraeli F–15I Raam

A Gyümölcsöskert hadművelet (héber betűkkel מבצע בוסתן Mivca búsztán, izraeli angol átírással Mivtza bustan) légitámadás volt Szíriában, Dejr ez-Zaur tartományban, melyet az Izraeli Légierő hajtott végre 2007. szeptember 6-án éjfél körül. A támadás célja egy feltehetően észak-koreai segítséggel épült, katonai célú atomreaktor vagy egyéb nukleáris létesítmény volt, melyet a támadó repülőgépeknek, melyek egyes feltételezések szerint az Izraeli Légierő F–16I Soufa, mások szerint a 69. század F–15I Raam vadászbombázó repülőgépei voltak, sikerült megsemmisítenie. A légicsapásban a hírek szerint tízen életüket vesztették, részben észak-koreaiak. Bár a légicsapás tényét Izrael és Szíria is elismerte, nagyon kevés információ látott napvilágot, ezek is gyakran kiszivárogtatások vagy feltételezések, melyekkel kapcsolatban sok ellentmondás merült föl.

## Előzmények
Észak-Koreából 2002 óta érkeztek Szíriába gyanús hajószállítmányok, de a Moszad az épülő reaktort csak 2007 nyarának elején fedezte fel, valószínűleg részben annak jó álcázása miatt. A létesítményt ugyanis nem vette körbe semmilyen kerítés, nem telepítettek közelébe légvédelmi rakétákat, és szigorúan tiltották az elektronikus informatikai eszközök használatát, az építkezésen csak futárok útján kommunikáltak. A létesítménybe Izraelnek sikerült kémet juttatnia, aki mintát lopott az ott talált plutóniumból (azt észak-koreai eredetűnek találták), majd augusztusban egy helikopterrel kirakott kommandó fotókat készített és talajmintát vett.

## A támadás
A légicsapás előtti napon az Izraeli Védelmi Erők kommandója érkezett a helyszínre, valószínűleg azért, hogy a célpontot lézerrel meg tudja jelölni. Az éjszaka végrehajtott légitámadás során valószínűleg az intenzív rádióelektronikai zavarás mellett először alkalmaztak az amerikai Suterhez hasonló rádióelektronikai támadást, melynek során a légvédelmi hálózattal, a rádiólokátorok érzékelőinek manipulációjával, a levegőből történt megfelelő zavarással, nem létező célok jelenlétét hitetik el, a hálózat kulcsfontosságú elemeit pedig időlegesen használhatatlanná teszik. A repülőgépek a manőverek során török légteret is érintettek, ezt bizonyítja, hogy pár nappal később Törökországban, a szír határ közelében, izraeli tüzelőanyag-póttartályokat találtak, ami miatt Törökország tiltakozott. A csapást 227 kilogrammos lézerirányítású bombákkal és AGM–65 Maverick rakétákkal hajtották végre.

## Következmények
A légicsapást csak Szíria és Észak-Korea ítélte el, a Nemzetközi Atomenergia-ügynökség viszont vizsgálatot indított, melynek eredményeként valóban sikerült a létesítmény környékén nem természetes eredetű uránt kimutatni. A létesítmény legalábbis veszélyes jellegét valószínűsíti, hogy a légicsapás után a romot nagyon gyorsan betemették földdel, föltehetően azért, hogy a kikerülő radioaktív sugárzást minimalizálják.

## Lásd még
- Opera hadművelet